# Comastoma jigzhiense
Comastoma jigzhiense là một loài thực vật có hoa trong họ Long đởm. Loài này được T.N.Ho & J.Q.Liu mô tả khoa học đầu tiên năm 1996.